# 登川トンネル
登川トンネル（のぼりかわトンネル）は、北海道夕張市登川と勇払郡むかわ町穂別長和を結ぶトンネルであり、以下の2つがある。
1. 北海道旅客鉄道（JR北海道）石勝線の鉄道トンネル。
2. 国道274号のトンネル。

## 北海道旅客鉄道
楓信号場とオサワ信号場の間に位置している。長さは5,700 mで、石勝線のトンネルでは新登川トンネル、新狩勝トンネルに次いで3番目に長い。

## 国道274号
北緯42度55分23.2秒 東経142度06分57.9秒 / 北緯42.923111度 東経142.116083度
1969年に竣工した長さ345mトンネルである。